# 해리 노더프

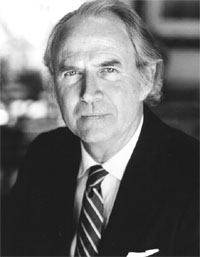

해리 노섭(Harry Northup, 1940년 9월 2일 ~ )은 미국의 배우이다.
애머릴로에서 태어났다.

## 출연 작품
- 맨츄리안 켄디데이트 (2004년)
- 법원 (2002년)
- 브로크다운 팰리스 (1999년)
- 파더스 데이 (1997년)
- 인 콜드 블러드 (1996년)
- 콜로니 (1996년)
- 스쿨 걸 (1994년)
- 나쁜 여자들 (1994년)
- 무단 침입 (1992년)
- 리틀 빅 히어로 (1992년)
- 살인 음모 (1989, Nowhere to Run)
- 캔사스 (1988년)
- X 전략 (1987년)
- 중고차 소동 (1980년) - 카민 역
- 톰 혼 (1980년)
- 11번째 희생자 (1979년)
- 오버 디 에지 (1979년)
- 로즈 (1979년)
- 블루 칼라 (1978년)
- 시티즌 밴드 (1977년)
- 파이팅 매드 (1976년)
- 택시 드라이버 (1976년)
- 크레이지 마마 (1975년)
- 엘리스는 이제 여기 살지 않는다 (1974년)
- The All-American Boy (1973) - 파커 역
- 비열한 거리 (1973년)
- 바바라 허시의 공황 시대 (1972년)
- 별이 빛나는 소녀 (1971, Star Spangled Girl)
- 누가 내 문을 두드리는가? (1967)
- 아이 콜 퍼스트 (1967년)

### 텔레비전
- Knots Landing (1982)